# Comunicazione intrapersonale

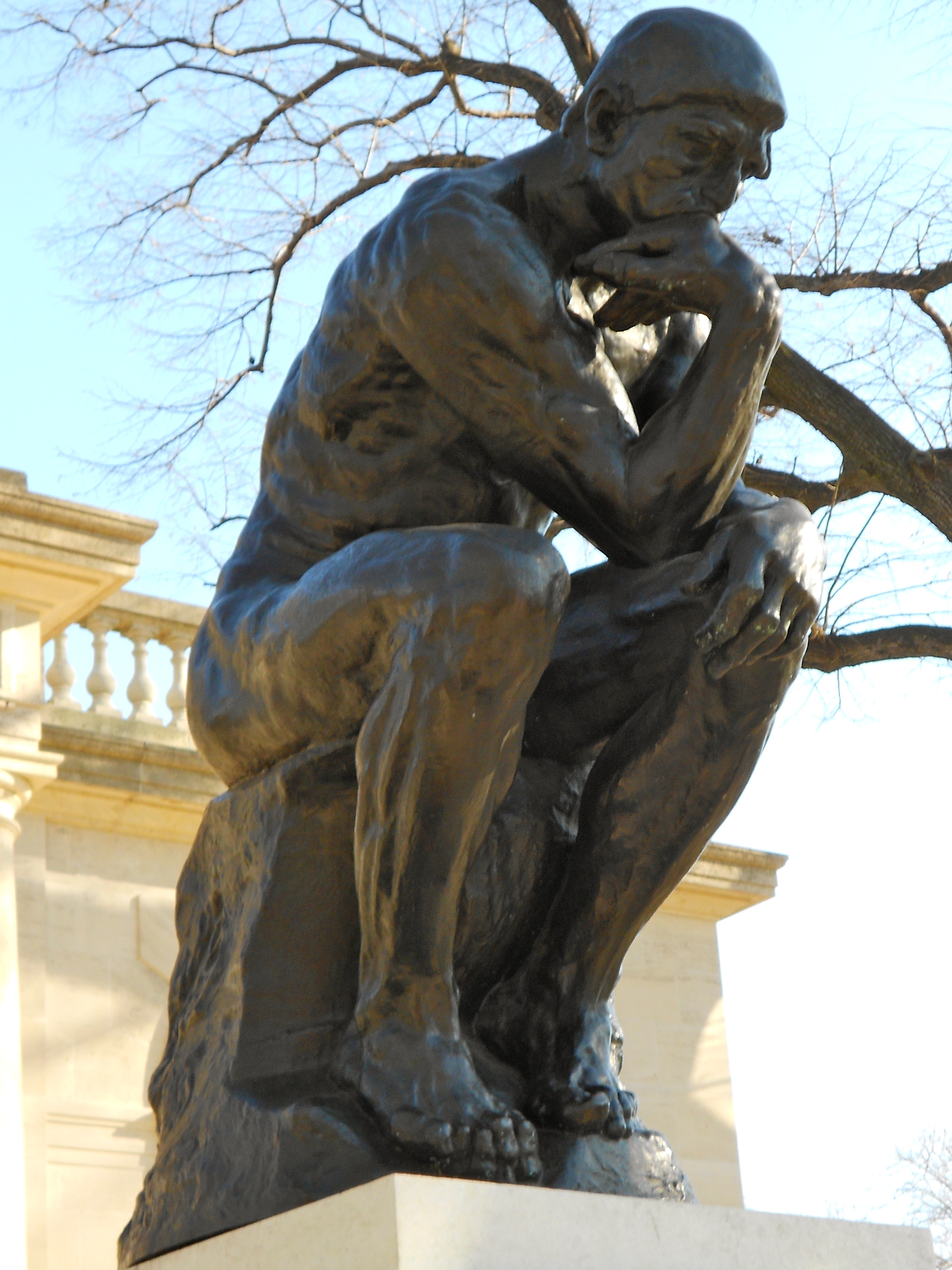
Pensare intensamente a sé stessi è una forma tipica di comunicazione intrapersonale, come esemplificato dalla scultura di Rodin Il pensatore.

La comunicazione intrapersonale (nota anche come autocomunicazione) è la comunicazione con sé stessi o la comunicazione tra sé e sé. Ne sono esempi il dire a sé stessi "la prossima volta farò meglio" dopo aver commesso un errore, o l'immaginare una conversazione con il proprio capo per prepararsi ad uscire dal luogo di lavoro in anticipo. Spesso viene intesa come uno scambio di messaggi in cui il mittente e il destinatario sono la stessa persona. Alcuni teorici utilizzano una definizione più ampia che va oltre l'osservazione dei messaggi, e si concentra sul ruolo del significato e sul dare un senso alle cose. La comunicazione intrapersonale può avvenire in solitudine, o in situazioni sociali. Può essere provocata internamente, o avvenire come risposta ai cambiamenti dell'ambiente.
La comunicazione interpersonale abbraccia vari fenomeni. Un tipo molto rappresentativo avviene del tutto internamente, nella forma di scambio con la propria mente. Per alcuni ricercatori, ne è la sola forma. In senso lato, però, ci sono anche altri tipi di comunicazione da sé—a sé per il tramite di mezzi esterni, come tenere un diario, o compilare una lista della spesa, per uso personale. Nella comunicazione interpersonale verbale, i messaggi sono veicolati da un linguaggio, a differenza della comunicazione non verbale talora utilizzata da immaginazione e memoria. Una distinzione tra forme verbali interiori può caratterizzare soliloquio e dialogo interiore. Mentre il primo implica che vi sia una sola voce che parla a sé stessa, nel secondo caso più voci, legate a differenti posizioni, prendono la parola, animando un'interazione immaginaria. La comunicazione intrapersonale può correlarsi ad altri fenomeni come pianificazione, problem-solving, ragionamento, auto-persuasione, introspezione, e sogno.
I modelli di comunicazione intrapersonale studiano quali comportamenti siano coinvolti, e come interagiscano. Molti modelli postulano che il processo inizi con la percezione e l'interpretazione di stimoli o indizi esterni. I passi successivi portano alla codifica simbolica di un messaggio, che diviene un nuovo stimolo. Alcuni modelli identificano il medesimo sé come mittente e ricevente. Secondo altri modelli, il sé è un'entità complessa, e il processo di cui parliamo sarebbe uno scambio tra parti differenti del sé, o tra "sé diversi" appartenenti alla medesima persona. La comunicazione intrapersonale si contrappone all'interpersonale, nella quale mittente e destinatario sono persone diverse. I due fenomeni tuttavia si influenzano reciprocamente, in varie maniere. Ad esempio, la reazione (positiva o negativa) ricevuta da altri condiziona il modo in cui una persona parla a sé stessa. La comunicazione intrapersonale ha un ruolo nell'interpretare i messaggi altrui, e nel formulare le risposte. In forza di ciò, alcuni teorici pongono la comunicazione intrapersonale a fondamento di ogni comunicazione. Tale assunto non è generalmente condiviso; un approccio alternativo considera la comunicazione intrapersonale come una versione interiorizzata di quella interpersonale.
Per le sue molteplici funzioni e influenze, la comunicazione intrapersonale di solito è intesa come un fenomeno sociale significativo. È importante nella salute mentale in relazione al soliloquio positivo e negativo. Il negativo si concentra sugli aspetti deteriori del sé, talora in modo eccessivamente critico. È collegato a stress psicologico, ansia e depressione. Un'azione comunemente associata al contrasto del soliloquio negativo consiste nell'acquisire consapevolezza degli schemi negativi. Passi successivi sono confutare la veridicità dei giudizi oltremodo critici e promuovere modelli di pensiero positivi. Al proposito è di speciale rilevanza l'autoconcetto, ovvero come una persona vede sé stessa, segnatamente la sua autostima o come valuta le proprie abilità e caratteristiche. La comunicazione intrapersonale non è studiata in modo così approfondito come altre forme di comunicazione. Uno dei motivi è che è più difficile da studiare, dato che avviene principalmente come processo interno. Un'altra ragione è che il termine viene spesso utilizzato in un senso molto ampio, rendendo difficile delimitare i fenomeni che vi appartengono.

## Definizione e caratteristiche essenziali
La comunicazione intrapersonale è comunicazione con sé stessi. Avviene all'interno di una persona. Larry Barker e Gordon Wiseman la definiscono "la creazione, la messa in funzione e la valutazione di processi simbolici che operano principalmente all'interno di sé stessi". Le sue forme più tipiche sono il soliloquio e il dialogo interiore. Ad esempio, quando un dipendente decide di uscire prima dal luogo di lavoro, può preventivamente mettere in scena un dialogo interiore, passando mentalmente in rassegna i possibili commenti negativi del suo capo, e le potenziali risposte da contrapporvi. Il fenomeno comunemente riguarda pure altre esperienze interiori, quali immaginazione, visualizzazione, e memoria. In quanto forma di comunicazione, implica l'invio e la ricezione di messaggi. È una comunicazione da sé a sé, nel senso che mittente e destinatario si identificano. Si distingue in ciò dalla comunicazione interpersonale, giacché in quest'ultima mittente e destinatario sono persone diverse. La comunicazione intrapersonale è esaminata dalla disciplina nota come studi di comunicazione.
Alcuni teorici, come James Watson e Anne Hill, restringono la definizione di comunicazione intrapersonale alle esperienze interiori o "ciò che succede nelle vostre teste", come parlare a sé stessi dentro la mente. Ma in un senso più ampio, comprende anche forme esterne di comunicazione tra sé e sé, come parlare da soli nel discorso privato o scrivere un diario oppure una lista della spesa. Secondo tale approccio, conta solo che mittente e destinatario coincidano, ma non importa se nell'operazione sia stato usato un mezzo esterno. Piotr K. Oleś et al. propongono una concezione lievemente diversa. Respingono l'idea che mittente e destinatario debbano necessariamente sovrapporsi. Ciò si basa sull'idea che si possano avere dialoghi immaginari con altri, come un amico, un insegnante, un parente scomparso, o una celebrità. Oleś et al. sostengono invece che il segno caratteristico della comunicazione intrapersonale risieda nel fatto che avviene solo nella mente di una persona. Alcuni studiosi vedono il processo di cercare e interpretare le informazioni come un aspetto centrale della comunicazione intrapersonale. Questo vale specificamente per i monologhi interiori e le riflessioni su sé stessi, gli altri, e l'ambiente. Frank J. Macke e Dean Barnlund evidenziano che lo scambio meccanico di messaggi non basta e che la comunicazione intrapersonale ha a che fare con il significato e con il dare un senso alle cose. A questo proposito, la comunicazione intrapersonale può essere distinta da quella intra-organismica, che ha luogo al di sotto del livello personale come scambio di informazioni tra organi o cellule.
La comunicazione intrapersonale non necessita di estraniarsi da influenze esterne ed anzi spesso si verifica come reazione ad esse. Per esempio, sentire un brano musicale noto può suscitare ricordi che evocano un dialogo interno con sé passati. Analogamente, la comunicazione intrapersonale non è relegata in situazioni di solitudine. Al contrario, ha luogo pure in circostanze sociali e può verificarsi simultaneamente alla comunicazione interpersonale. È il caso, ad esempio, di quando si interpreti quel che ha detto una persona, mentre si formula una risposta prima di enunciarla. Alcuni teorici, come Mary J. Farley, ritengono che la comunicazione intrapersonale sia una parte essenziale di tutta la comunicazione e, di conseguenza, accompagni sempre la comunicazione interpersonale.
In contesto di organizzazioni si usa come sinonimo il termine "autocomunicazione". Si impiega per descrivere la comunicazione "con sé" nello spazio di lavoro. Per esempio si usa l'autocomunicazione sincrona quando ci si rassicura o si abbozza una lettera. L'autocomunicazione asincrona, d'altro canto, assume la forma di promemoria o diari. Questo termine talora è usato anche in semiotica.

## Tipi
La letteratura accademica distingue vari tipi di comunicazione. Il termine è usato in senso molto ampio e comprende vari fenomeni. Una distinzione centrale si pone tra gli scambi che avvengono in modo puramente interno, e quelli per il tramite di mezzi esterni. Il tipo interno è la forma più studiata. Si svolge nella mente di una persona e senza esprimere esternamente il messaggio. Comprende processi mentali come pensare, meditare, e riflettere. Tuttavia, ci sono anche forme esterne di comunicazione intrapersonale, come parlare a sé stessi ad alta voce, a mo' di discorso privato. Altri esempi sono prendere appunti a scuola, tenere un diario, preparare una lista della spesa, pregare, o recitare una poesia. La comunicazione intrapersonale esterna si caratterizza anche per il fatto che mittente e destinatario del messaggio sono la medesima persona. La differenza [rispetto alla forma interna] risiede nell'uso di un mezzo esterno per esprimere il messaggio.
Un'altra distinzione si impernia sul ruolo del linguaggio. La maggior parte delle discussioni in letteratura accademica pongono l'attenzione sulla comunicazione intrapersonale verbale, quale si verifica nel soliloquio e nel dialogo interno. Il suo segno distintivo è che i messaggi sono espressi mediante un sistema di codifica simbolica in forma di linguaggio. Questi fenomeni si contrappongono a quelli non verbali, come certe forme di immaginazione, visualizzazione, o memoria. A questo proposito, si può ad esempio usare la comunicazione intrapersonale per esplorare come suonerebbe un pezzo musicale o come si dovrebbe continuare un quadro.
Nell'ambito delle forme verbali interne di comunicazione intrapersonale, spesso si discute del contrasto tra soliloquio e dialogo interno. Nell'ultimo caso, vengono considerate due o più posizioni e gli scambi hanno luogo con le loro contrapposizioni. Di solito accade che voci differenti (immaginate) prendano la parola a turno per sostenere la propria posizione. In analogia alla comunicazione interpersonale, ciò si può concettualizzare come uno scambio tra differenti soggetti, sè, o "posizioni-io" all'interno della stessa persona. Per esempio, affrontando una decisione difficile, una parte di una persona può sostenere una scelta, mentre un'altra parte può preferirne una diversa. Il dialogo interno può prendere la forma di uno scambio con partner immaginato. È quel che succede quando si prevede una discussione con il proprio coniuge o durante un'immaginaria conversazione con celebrità o parenti deceduti. Nel soliloquio o monologo interno, d'altro canto, non vi è distinzione tra posizioni differenti. È un discorso rivolto a sé stessi, come quando si commenta la propria prestazione o ci si dice "riprova". Il soliloquio può essere positivo o negativo, a seconda di come la persona si valuta. Per esempio, lo studente che non ha superato un esame può inscenare il soliloquio negativo ("sono così stupido") o il soliloquio positivo ("non preoccuparti" o "farò meglio la prossima volta").
Ci sono molte differenze tra soliloquio e dialogo interno. Il dialogo interno è di solito più complesso. Si può usare per simulare situazioni sociali ed esaminare un argomento da diverse angolature. Il suo obiettivo è esplorare le differenze tra punti di vista contrastanti, dare un senso a posizioni strane, e integrare prospettive diverse. Gioca anche un ruolo centrale nella costruzione dell'identità e nell'auto-organizzazione. Una funzione del soliloquio è l'autoregolazione. Tra le altre funzioni sono auto-distanziamento, motivazione, autovalutazione, e riflessione. Il soliloquio si verifica spesso in reazione o in previsione di certe situazioni. Può aiutare chi lo compie ad una risposta adeguata. Può anche essere usato per regolare le emozioni e far fronte ad esperienze sgradevoli, ad anche per auto-monitoraggio. Soliloquio e dialogo interno sono fenomeni distinti ma uno può trasformarsi presto nell'altro. Per esempio, una comunicazione intrapersonale può iniziare come soliloquio e poi evolvere in dialogo interno nel momento in cui vengono prese in considerazione più posizioni.
La comunicazione intrapersonale è legata ad un ampio spettro di fenomeni. Fra loro: pianificazione, problem-solving, e risoluzione di conflitti interni, oltre a giudizi su sé stessi e sugli altri. Sono altre forme: percezione e comprensione ed anche concettualizzazione ed interpretazione di segni ambientali. Ulteriori fenomeni comprendono elaborazione dati come trarre inferenze, pensare, e autopersuasione oltre a memoria, introspezione, sognare (ad occhi aperti), immaginare e provare sensazioni.

## Modelli
Sono stati proposti vari modelli di comunicazione. Tendono a fornire una sinossi semplificata del processo di comunicazione mostrando quali siano le sue principali componenti e come interagiscano. La maggior parte di essi si dedica principalmente alla comunicazione intrapersonale ma alcuni sono formulati specificamente per occuparsi di comunicazione intrapersonale.

Barker e Wiseman intendono la comunicazione intrapersonale come un processo complesso che comporta l'interazione di vari elementi.

Secondo il modello proposto da Barker e Wiseman nel 1966, la comunicazione intrapersonale inizia con la ricezione di stimoli che veicolano informazioni. Gli stimoli esterni appartengono ai sensi e di solito forniscono informazioni sull'ambiente. Gli stimoli interni comprendono un ampio spettro di impressioni, che riguardano sia lo stato del corpo (come il dolore), sia i sentimenti.
Nel modello Barker-Wiseman, una fase iniziale della comunicazione intrapersonale si impernia sulla classificazione di questi stimoli. In questo processo, molti degli stimoli più deboli sono bloccati all'esterno prima di raggiungere un livello conscio. Ma possono ancora influenzare la comunicazione malgrado questo. Un processo affine raggruppa gli stimoli rimanenti secondo la loro urgenza. Si svolge in parallelo con tentativi di collegare significato agli stimoli come forma di decodifica. Doppio processo di decodifica simbolica, si compie l'ideazione nella forma del pensare, organizzare informazioni, pianificare e proporre messaggi. Come ultimo passo, le idee così concepite sono codificate in una forma simbolica ed espresse usando parole, gesti, o movimenti. Questo processo può avvenire subito dopo l'ideazione o con qualche ritardo. Ne scaturisce la generazione e trasmissione di ulteriori stimoli, sia puramente interni o anche esterni. Gli stimoli generati operano come un ciclo di feedback che riconduce alla loro ricezione e interpretazione. In questo senso, la stessa persona è sia il mittente sia il destinatario dei messaggi. Il feedback rende possibile al comunicatore osservare e correggere i messaggi.

Modello di Barnlund della comunicazione intrapersonale. Le aree verdi, blu e grigie simboleggiano diversi tipi di indicazioni. Le frecce arancioni rappresentano che la persona decodifica determinati segnali. La freccia gialla rappresenta la sua risposta comportamentale.

Nel 1970 Dean Barnlund propose un altro modello di comunicazione. Mira a dare un'esposizione della comunicazione che abbracci sia il lato interpersonale sia quello intrapersonale. Identifica la comunicazione non con la trasmissione di messaggi ma con la produzione di significato in risposta ad indicazioni interne ed esterne. Per lui, la comunicazione intrapersonale è il caso più semplice, poiché è coinvolta una sola persona. Questa persona percepisce indicazioni private, come pensieri e sensazioni interni, indicazioni pubbliche scaturenti dall'ambiente, e indicazioni comportamentali nella forma del suo stesso comportamento. Una parte di comunicazione è il processo di decodificare e interpretare queste indicazioni. Il suo scopo è darvi senso e ridurre l'incertezza. È accompagnato dall'attività di codificare risposte comportamentali alle indicazioni. Questi due processi avvengono simultaneamente e si influenzano a vicenda.
Sheila Steinberg segue Graeme Burton e Richard Dimbleby intendendo la comunicazione intrapersonale come un processo che implica cinque elementi: decodifica, integrazione, memoria, insiemi percettivi, e codifica. La decodifica consiste nel dare un senso ai messaggi. L'integrazione mette le singole informazioni così estratte in relazione reciproca attraverso processi come comparare e contrapporre. La memoria immagazzina le informazioni ricevute precedentemente. Gli insiemi percettivi sono modi radicati di organizzare e valutare queste informazioni, ad esempio il modo in cui vengono concepiti i tratti femminili e maschili. La codifica è l'ultimo passo, in cui il significato elaborato nei passi precedenti viene espresso di nuovo in forma simbolica come messaggio inviato a sé stessi.
Molti teorici si concentrano sul concetto del sé nella comunicazione intrapersonale. Ci sono varie definizioni ma molti concordano sul fatto che il sé sia un'entità che è unica per ciascun soggetto, cioè non condivisa tra soggetti. Alcuni teorici intendono la comunicazione intrapersonale come una relazione del sé con lo stesso sé. Altri vedono il sé come un'entità complessa fatta di parti differenti ed analizzano lo scambio come un'interazione tra parti. Un approccio strettamente correlato è parlare non di parti distinte di un singolo sé ma di sé differenti nella stessa persona, come un sé emotivo, un sé intellettivo, o un sé fisico. Secondo queste concezioni, la comunicazione intrapersonale è intesa in analogia alla comunicazione interpersonale come uno scambio tra parti o sé differenti. In entrambi i casi, le relazioni intrapersonali giocano un ruolo centrale. Esse riguardano il modo in cui una persona si mette in relazione con sé stessa, per esempio come si vede o chi vuole essere. Le relazioni intrapersonali non sono direttamente osservabili. Devono invece essere inferite sulla base di altri cambiamenti che si possono percepire. Ad esempio, si possono trarre inferenze sull'autostima di una persona in base al fatto che questa risponda a un complimento vantandosi o minimizzandolo.

## Relazione con la comunicazione interpersonale

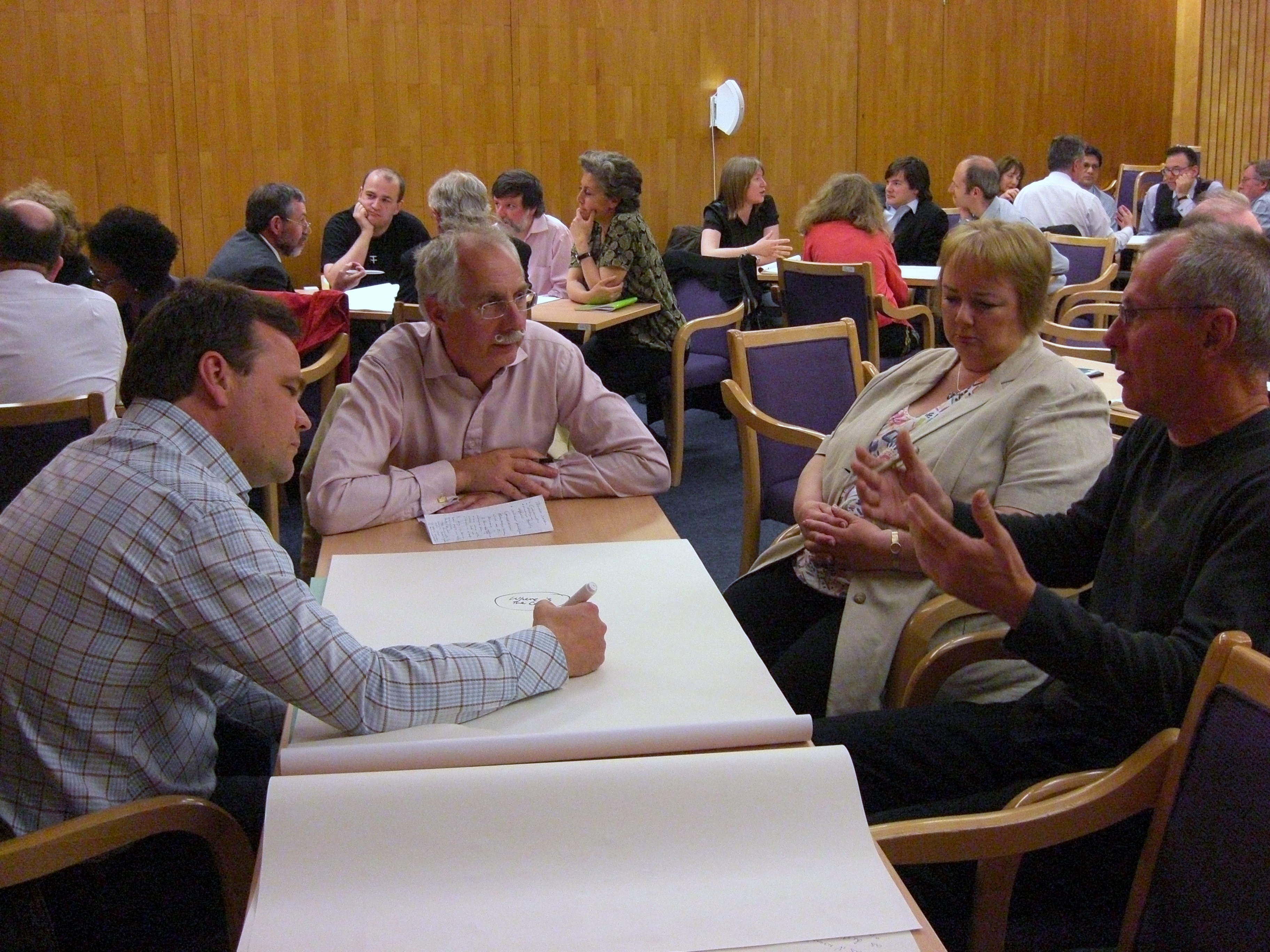
La comunicazione intrapersonale si contrappone alla comunicazione interpersonale, in cui sono coinvolte più persone.

Tanto la comunicazione intrapersonale quanto la interpersonale implicano lo scambio di messaggi. Nell'interpersonale, mittente e destinatario sono persone diverse, come quando si parla al telefono con un amico. Nell'intrapersonale, una stessa persona occupa entrambi i ruoli. Malgrado tale differenza, le due comunicazioni sono strettamente correlate. Per esempio, alcuni teorici, come Linda Costigan Lederman, concettualizzano il dialogo interno in analogia all'interazione sociale come uno scambio tra parti differenti del sé.
I due fenomeni si influenzano reciprocamente in vari modi. Ad esempio, il feedback positivo e negativo che una persona riceve dalle altre modella il suo autoconcetto o il modo in cui si vede. Ciò a sua volta ha delle implicazioni su come essa parla a sé medesima in forma di soliloquio positivo o negativo. Ma vale pure il contrario: il modo in cui una persona parla a sé stessa influenza il modo in cui essa interagisce con gli altri. Un motivo di questo fenomeno è che di solito, quando parliamo con gli altri, è presupposta qualche forma di dialogo interno per interpretare cosa dicono e per determinare che cosa vogliamo comunicare loro. Per esempio, se la comunicazione di qualcuno è caratterizzata dall'autocritica, ciò può rendergli difficile accettare i complimenti altrui. A un livello più elementare, può influenzare il modo in cui si interpretano i messaggi degli altri. Per esempio, una persona eccessivamente autocritica può interpretare un sincero complimento ricevuto come una forma di sarcasmo.
Tuttavia, il soliloquio può anche interferire con la capacità di ascoltare. Per esempio, quando una persona ha un incontro importante nelle ore successive di oggi, i suoi pensieri possono ruotare attorno a questo argomento, rendendo tale persona meno pronta ad interagire nel presente. In alcuni casi, l'ascoltatore desidera vivamente esprimere una risposta. Questo può far sì che la sua attenzione si appunti principalmente sul proprio soliloquio in preparazione del messaggio. Di conseguenza, possono sfuggirle aspetti importanti di quel che dice la persona che sta parlando in quel momento. Il soliloquio positivo ed efficace, d'altro canto, tende a migliorare la capacità delle persone di comunicare con altri. Un modo per migliorare nella comunicazione interpersonale consiste nel divenire consapevoli di questo soliloquio e riuscire a bilanciarlo con la necessità di ascoltare.
Un altro aspetto dibattuto nella letteratura scientifica è se la comunicazione intrapersonale sia in un certo senso più elementare di quella interpersonale. L'ipotesi presuppone che qualche forma di comunicazione intrapersonale sia necessaria per l'interpersonale, e la accompagni. Per esempio, quando una persona riceve il messaggio di un amico che la invita al ristorante preferito di essa [prima persona], spesso il messaggio di risposta è preceduto da varie reazioni interne. Possono essere immagini e profumi, ricordi di visite precedenti, il controllo di eventuali conflitti con altri impegni assunti, l'elaborazione di un percorso per raggiungere il ristorante. Queste reazioni sono forme di comunicazione intrapersonale. È altro esempio il soliloquio nel tentativo di valutare le posizioni esposte da chi parla per valutare se si è d'accordo o in disaccordo. Ma la comunicazione intrapersonale può avvenire da sé stessa, senza il coinvolgimento di altre parti.
Per queste ragioni, certi teorici, quali James Honeycutt e Sheila Steinberg, hanno affermato che la comunicazione intrapersonale è la base di ogni altra comunicazione. Opinioni simili sono che la comunicazione intrapersonale sia ubiqua e che sia un requisito o un preliminare della comunicazione interpersonale. Tuttavia, la tesi suggerente il primato della comunicazione intrapersonale non è generalmente accettata e molti teorici ritengono che l'interazione sociale sia più elementare. Spesso ravvisano nel discorso interiore una versione interiorizzata o derivata di discorso sociale.
Strettamente collegata è la questione di come la comunicazione interpersonale ed intrapersonale interagiscano nello sviluppo dei bambini. Secondo Jean Piaget, ad esempio, la comunicazione intrapersonale si sviluppa per prima e si manifesta come una forma di discorso egocentrico. Questo avviene durante le attività di gioco e può aiutare il bambino ad imparare a controllare le sue attività e pianificare il futuro. Piaget ritiene che, in questa fase iniziale, i bambini non sono ancora esseri pienamente sociali e sono più interessati a sviluppare la loro personalità. In questa concezione, il discorso interpersonale compaia solo successivamente nello sviluppo della persona. A questa concezione si oppone Lev Semënovič Vygotskij, secondo il quale la comunicazione intrapersonale si compie solo come interiorizzazione della comunicazione interpersonale. A suo avviso, i bambini apprendono gli strumenti per il soliloquio quando i genitori parlano loro per regolarne il comportamento, ad esempio, mediante suggerimenti, avvertimenti, o comandi. La comunicazione intrapersonale si può intendere come un tentativo da parte del bambino di regolare il proprio comportamento con mezzi simili.

## Funzione e importanza
La comunicazione intrapersonale serve a numerose funzioni. Tra loro, interiorizzazione, autoregolazione, elaborazione di informazioni, e problem solving. Per questo motivo, il teorico della comunicazione James P. Lantolf osserva che è uno "strumento eccezionalmente potente e pervasivo per pensare". Identifica due funzioni significative: interiorizzare norme culturali o modi di pensare e regolare l'attività del soggetto stesso. Talora la funzione auto-regolatoria della comunicazione intrapersonale viene intesa in analogia alla comunicazione interpersonale. Per esempio, i genitori possono influenzare il comportamento dei loro bambini pronunciando frasi come "aspetta, pensa". Una volta che il bambino le abbia apprese, può utilizzarle per controllare il proprio comportamento pronunciandole interiormente. In tal modo, si impara a modificare, accettare, o respingere piani di azione.
Secondo Larry Ehrlich, la comunicazione intrapersonale ha tre funzioni principali. Una è monitorare l'ambiente e assicurarsi che sia sicuro. Da questo punto di vista, il soliloquio si usa per analizzare le percezioni e pianificare le reazioni nel caso in cui siano rilevate minacce dirette o indirette. Una funzione strettamente collegata è portare armonia tra mondo interiore ed esteriore dando un senso a sé stessi ed al proprio ambiente. La terza è di natura più esistenziale e punta ad affrontare la solitudine. Molti teorici tracciano anche una stretta connessione tra i processi di cercare e interpretare le informazioni.
Il soliloquio può essere necessario per il funzionamento di molti processi mentali superiori. Ha un ruolo vitale in funzione mentali come modellare e controllare i propri pensieri, regolare il proprio comportamento, ragionare, problem-solving, e pianificare oltre a ricordare. Spesso accompagna compiti comunicativi diversi, come ascoltare, parlare, leggere, e scrivere, per esempio, per comprendere un'espressione o formularne una nuova. Sono usi più specifici: calmarsi in situazioni stressanti e interiorizzare nuove nozioni quando si impara una seconda lingua. Ciò si verifica quando ci si ripete nuovo lessico per mandarlo a memoria. La comunicazione intrapersonale si può usare anche per numerosi compiti espressivi, come creare composizioni musicali, dipinti o passi di danza.
Stanley B. Cunningham elenca 17 funzioni o caratteristiche comunemente associate alla comunicazione intrapersonale. Tra esse, soliloquio, dialogo tra diverse parti del sé, e percezione oltre a interpretazione di indicazioni ambientali e attribuzione di senso alle medesime. Sono altre funzioni problem solving, decisione, introspezione, riflessione, sogno, e auto-convincimento. Lo scopo di alcune forme esterne di comunicazione intrapersonale, come prendere appunti a scuola o scrivere una nota della spesa, è aiutare la memoria. In alcuni casi, possono anche servire ad affrontare un problema complesso riducendolo in una serie di piccoli passi, come quando si risolve un'equazione, una riga dopo l'altra.
L'importanza della comunicazione intrapersonale si riflette nel modo in cui influisce su altri fenomeni. Ad esempio, è stato sostenuto che le persone che esprimono un soliloquio positivo sono di solito più brave a risolvere i problemi e a comunicare con gli altri, compresa la capacità di ascolto. Una comunicazione intrapersonale negativa, invece, è legata a insicurezze e bassa autostima e può portare a interazioni negative con gli altri. Ad esempio, le persone che soffrono della sindrome dell'impostore sono continuamente afflitte da dubbi su sé stesse e ansia. La loro comunicazione intrapersonale negativa tende a ruotare intorno al timore che le loro capacità siano inadeguate e che possano essere smascherate. A questo proposito, la comunicazione intrapersonale influisce sulla visione di sé, sulle emozioni e sul fatto che una persona si consideri capace o incompetente. Può contribuire a costruire e mantenere la fiducia in sé stessi, ma può anche creare meccanismi di difesa. Inoltre, svolge un ruolo centrale nella scoperta e nell'autoinganno.

### Nella letteratura
La comunicazione intrapersonale è importante anche nel campo della letteratura. Di particolare interesse per gli studi letterari è il termine flusso di coscienza.
Come fenomeno mentale, è un flusso continuo di stati momentanei di coscienza come vengono vissuti dall'individuo. Comprendono esperienze come percezioni sensoriali, pensieri, sensazioni, e ricordi. Il flusso di coscienza di solito è visto come una forma di comunicazione intrapersonale ed il termine talvolta è usato come sinonimo di monologo interiore. Nella critica letteraria, il termine si riferisce a una tecnica narrativa o ad uno stile di scrittura usato per esprimere questo flusso di esperienze. Questo di solito avviene presentando i pensieri di un personaggio direttamente senza alcuna ricapitolazione o spiegazione da parte del narratore. Punta a dare al lettore un'impressione molto immediata di com'è l'esperienza di un personaggio. Spesso prende una forma senza punteggiatura e incoerente che viola le regole di grammatica e logica. Spesso sono indicati come esempi Pilgrimage di Dorothy Richardson, Ulisse di James Joyce, e Mrs Dalloway di Virginia Woolf. La scrittura introspettiva e la scrittura a monologhi sono fenomeni strettamente collegati. Di solito sono intesi come forme di monologo esteriorizzato in cui la persona trascrive parti del suo monologo.

## Rapporto con la salute mentale
Il modo in cui viene condotta la comunicazione intrapersonale può essere responsabile sia della salute mentale positiva che della malattia mentale. Ciò riguarda in particolare il monologo, positivo e negativo, e la sua relazione con l'autoconcetto.

### Soliloquio positivo e negativo
Il soliloquio è una forma del parlare a sé stessi. Si differenzia dal dialogo interiore perché coinvolge una sola voce e non uno scambio interno tra più voci. Una distinzione comune è quella tra soliloquio positivo e negativo, in base all'atteggiamento valutativo che viene espresso. Nel caso del discorso negativo, la voce interiore si concentra sugli aspetti negativi di sé, spesso in modo eccessivamente critico. Può assumere la forma di dire a sé stessi che "non sarò mai in grado di fare questo" o "non ci so fare in questo". Il monologo negativo può anche svilupparsi durante l'infanzia sulla base del feedback ricevuto da altri, specie dai genitori.
Per alcune persone, il soliloquio negativo non è solo un evento occasionale, ma si verifica frequentemente. In questi casi, può avere effetti dannosi sulla salute mentale. Ad esempio, può influire sul benessere emotivo evocando uno stato d'animo negativo. Questo può portare a stress, ansia e depressione.  Può anche influire negativamente sulla fiducia di una persona in vari ambiti, ad esempio per quanto riguarda l'immagine del proprio corpo. Il soliloquio positivo, invece, consiste nel vedere sé stessi in una luce positiva. È collegato a benefici per la salute mentale. Tra questi, l'aumento dell'autostima e del benessere, nonché la riduzione degli effetti della depressione e dei disturbi di personalità. È associato a livelli di stress più bassi e a un minor rischio di autolesionismo e di suicidio. Gli effetti dei solioqui positivi e negativi sono spesso discussi nella psicologia dello sport. Un'idea comune a questo proposito è che il soliloquio positivo migliori le prestazioni, mentre quello negativo le ostacoli. Esistono alcune prove empiriche a sostegno di questa posizione, ma non sono ancora state condotte ricerche approfondite.
Come altre forme di comunicazione, anche quella intrapersonale può essere resa più efficace mediante l'allenamento. Spesso questo avviene con l'obiettivo di ridurre il soliloquio negativo e di promuovere invece quello positivo. Un primo passo consiste spesso nel prendere coscienza degli schemi negativi e riconoscerne l'esistenza (quando si manifestano). A questo può seguire la messa in discussione e la contestazione delle valutazioni negative, che spesso sono esagerate. La persona può anche cercare di interromperli e sostituirli con pensieri più positivi. Ad esempio, quando la persona si rende conto di un processo di pensiero negativo, può cercare di inibirlo e di dirigere la propria attenzione verso esiti più positivi.
Si usa un approccio simile nella psicoterapia cognitivo-comportamentale. Un'idea centrale in questo campo è che un insieme di convinzioni di base negative sia responsabile del soliloquio negativo. Esse possono includere convinzioni come "non si può amarmi", "sono indegno" o "il mondo è minaccioso e io non sono in grado di affrontare le sue sfide". Un metodo terapeutico fondamentale per migliorare la comunicazione intrapersonale consiste nel prendere coscienza di queste convinzioni e nel mettere in discussione la loro verità. Un altro approccio si concentra sulla pratica della mindfulness. Aumentando l'autoconsapevolezza, può migliorare l'autostima e la comunicazione intrapersonale. Questa pratica consiste nel dirigere la propria attenzione sulle esperienze del momento presente, senza alcuna valutazione di tali esperienze. Astenersi dai giudizi di valore può aiutare a evitare valutazioni troppo critiche e a promuovere invece un atteggiamento di accettazione.

#### Esempi di forme specifiche di soliloquio e dei loro effetti
Le diverse forme di soliloquio possono avere effetti diversi sulla persona. Una forma è il soliloquio adattativo. Il suo scopo principale è quello di aiutare la persona a far fronte a una situazione difficile, ad esempio in caso di ansia. Consiste nell'enfatizzare i punti di forza e le capacità della persona, senza implicare la perfezione. Questo può aiutare le persone a calmarsi e a chiarire i propri obiettivi e come raggiungerli realisticamente. Un'altra forma rilevante è il soliloquio istruttivo, che focalizza l'attenzione sulle componenti di un compito e può migliorare le prestazioni nei compiti fisici che si stanno apprendendo. Tuttavia, può avere effetti negativi per le persone già esperte in questo compito. Tuttavia, può avere effetti negativi per le persone già esperte in un compito.
Alcune forme di soliloquio si rivolgono al sé usando il pronome di prima persona ("io") mentre altre usano il pronome di seconda ("tu"). In generale, è più probabile che le persone usino il pronome di seconda persona quando c'è bisogno di autoregolazione, di superare le difficoltà e di facilitare le azioni difficili. L'uso dei pronomi intrapersonali di prima persona è più frequente quando le persone parlano a se stesse dei propri sentimenti. Uno studio del 2014 di Sanda Dolcos e Dolores Albarracin indica che l'uso del pronome di seconda persona per fornire autosuggestione è più efficace nel promuovere l'intenzione di mettere in atto comportamenti e prestazioni.

### Autoconcetto e autostima

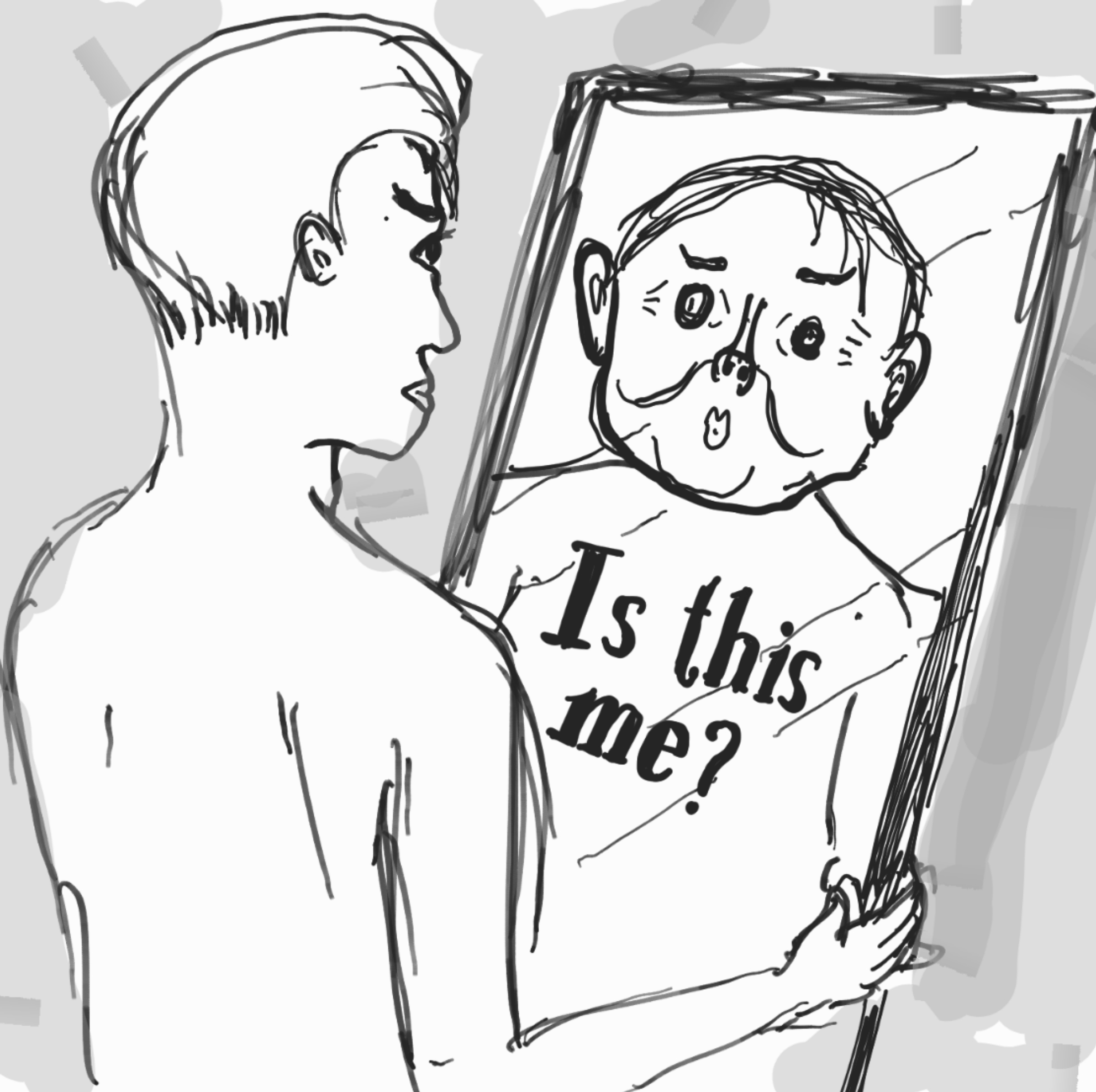
Una rappresentazione a fumetti della propria immagine di sé

Il concetto di sé svolge un ruolo fondamentale nella comunicazione intrapersonale. Il concetto di sé è ciò che una persona pensa e sente di sé, ad esempio in relazione al suo aspetto e ai suoi atteggiamenti, nonché ai suoi punti di forza e di debolezza. Quindi vedersi sinceri, rispettosi e premurosi è un concetto di sé, mentre vedersi meschini, abusivi e ingannevoli è un altro.  I termini "immagine di sé" e "autostima" sono talvolta utilizzati come sinonimi, ma alcuni teorici tracciano precise distinzioni tra loro. Secondo Carl Rogers, il concetto di sé ha tre parti: l'immagine di sé, il sé ideale e l'autostima. L'immagine di sé riguarda le proprietà che una persona attribuisce a sé stessa. Il sé ideale è l'ideale a cui la persona tende o come vorrebbe essere. L'autostima corrisponde al fatto che la persona si consideri complessivamente una persona buona o cattiva.
Molti teorici usano il termine "autostima" (self-esteem) invece di "valore di sé" (self-worth). L'autostima è un aspetto centrale che caratterizza la comunicazione intrapersonale e si riferisce alla valutazione soggettiva di una persona delle proprie abilità e caratteristiche. Essendo una valutazione soggettiva, può differire dai fatti e spesso si basa principalmente su una visione emotiva e meno su un giudizio razionale. Per esempio, alcune persone qualificate soffrono della sindrome dell'impostore, che le porta a credere di essere degli impostori privi delle competenze che in realtà possiedono. L'autostima è importante per la salute mentale. Una bassa autostima è legata a problemi che vanno dalla depressione, alla solitudine e all'alienazione fino all'abuso di droghe e alla gravidanza adolescenziale. L'autostima influisce anche sul modo in cui una persona comunica con sé stessa e con gli altri.
Il sé non è un'entità statica o innata, ma cambia nel corso della vita. Le interazioni con le altre persone hanno un effetto sull'immagine di sé dell'individuo. Questo è particolarmente vero in relazione al modo in cui giudicano la persona e quando ricevono un feedback positivo o negativo su un compito importante. Il linguaggio interiore è fortemente associato al senso di sé. Lo sviluppo di questo senso nei bambini è legato allo sviluppo del linguaggio. Esistono tuttavia casi in cui un monologo interno o una voce interiore vengono considerati esterni al sé. Ne sono un esempio le allucinazioni uditive, la concettualizzazione di pensieri negativi o critici come un critico interiore, o una sorta di intervento divino. In quanto illusione, può essere chiamata "inserimento del pensiero". Un argomento simile è trattato da Simon Jones e Charles Fernyhough, che spiegano i casi di allucinazioni verbali uditive come una forma di discorso interiore. Le allucinazioni verbali uditive sono casi in cui una persona sente parlare senza alcuna stimolazione esterna. A loro avviso, il discorso è un'azione interiore controllata dall'agente. In alcuni casi patologici, però, non viene riconosciuto come un'azione. Questo porta a un'allucinazione verbale uditiva, poiché la voce è vissuta come un elemento esterno o estraneo.

## Ricerca e critiche
La comunicazione intrapersonale non è stata studiata così a fondo come altri tipi di comunicazione. Uno dei motivi è che ci sono ulteriori problemi su come studiarla e come concettualizzarla. Una difficoltà a questo proposito è che non è facile da osservare come la comunicazione interpersonale. Ciò è dovuto al fatto che si verifica per lo più internamente, senza un'immediata manifestazione esterna. Poiché non è direttamente osservabile, deve essere dedotto sulla base di altri cambiamenti che possono essere visibili. Per esempio, quando si vede che una persona si veste bene e si prende cura della propria salute, si può dedurre che certe relazioni intrapersonali sono responsabili di questo comportamento. Un'inferenza simile sulla vita interiore di una persona può essere tratta dal fatto che essa reagisca a un complimento vantandosi o minimizzandolo.
Un altro approccio consiste nell'utilizzare questionari per studiare la comunicazione intrapersonale. I questionari talvolta utilizzati in questo processo includono la Self-Talk Scale, il Varieties of Inner Speech Questionnaire e la Internal Dialogical Activity Scale. Essi mirano, tra l'altro, a misurare quali tipi di comunicazione intrapersonale una persona intraprende e con quale frequenza. I bambini più piccoli hanno meno probabilità di usare il discorso interiore invece del pensiero visivo rispetto ai bambini più grandi e agli adulti. Ma non si sa se ciò sia dovuto alla mancanza di linguaggio interiore o a un'introspezione non sufficientemente sviluppata.
Alcune critiche si concentrano sul concetto stesso di comunicazione intrapersonale. La comunicazione intrapersonale è comunemente accettata e utilizzata come un tipo di comunicazione distinto. Tuttavia, alcuni teorici rifiutano l'affermazione che si tratti effettivamente di una forma di comunicazione. La considerano invece un fenomeno diverso, semplicemente correlato alla comunicazione. Un importante difensore di questa posizione è Cunningham. Egli sostiene che molte esperienze interiori discusse sotto questa etichetta fanno parte di processi comunicativi. Ma nega che siano esse stesse istanze di comunicazione. Si tratta di forme di episodi cognitivi, percettivi e motivazionali comunemente classificati come comunicazione intrapersonale. Per lui queste categorizzazioni sono "un'estensione acritica della terminologia e delle metafore della comunicazione ai fatti del nostro spazio vitale interiore". Ciò è strettamente legato al problema che l'espressione "comunicazione intrapersonale" è spesso usata in un senso molto ampio e ambiguo. Tuttavia, alcuni teorici si sono opposti alla critica di Cunningham. Un argomento è che gli studi sulla comunicazione in generale sono una disciplina multiparadigmatica. Ciò implica che non ha ancora stabilito definizioni dei suoi termini che siano precise e generalmente accettate. Secondo questo punto di vista, la mancanza di precisione non significa che il concetto sia inutile.
Un ulteriore problema nel definire la comunicazione intrapersonale è che all'interno del corpo umano esistono innumerevoli processi responsabili dello scambio di messaggi. Se inteso in questo senso molto ampio, persino processi come la respirazione potrebbero essere intesi come comunicazione intrapersonale. Per questo motivo, il termine viene solitamente inteso in un senso più ristretto. Frank J. Macke affronta questo problema sostenendo che la comunicazione intrapersonale ha a che fare con il significato e che è coinvolta una qualche forma di esperienza comunicativa. Secondo questa visione, il solo scambio meccanico di messaggi non è sufficiente per la comunicazione.